# 内茹里内
49°23′3″N 38°3′10″E / 49.38417°N 38.05278°E
內茹里內（烏克蘭語：Нежурине）是位於烏克蘭東部的村莊，由盧甘斯克州斯瓦托韋區的科洛梅奇哈市鎮負責管轄。該村始建於1950年，面積11.5平方公里，海拔高度130米，2001年人口64，人口密度每平方公里5.6人。